# E8 (matematik)
E₈ är ett matematiskt objekt, närmare bestämt en Liegrupp, som först beskrevs av den tyske matematikern Wilhelm Killing mellan 1888 och 1890. Förutom att vara intressant inom ren matematik används E8 för att beskriva symmetrier i kärnfysik.
Beteckningen E8 kommer från Wilhelm Killings och Élie Cartans klassifikation av komplexa enkla Liealgebror, som delas upp i fyra oändliga familjer som brukar kallas An, Bn, Cn, Dn, och fem undantagsfall som betecknas E6, E7, E8, F4 och G2.  Liealgebran E8 är den största och mest komplicerade av dessa undantagsfall.